# Río Tahuamanu
El río Tahuamanu es un curso fluvial que atraviesa territorios de Perú y Bolivia. Se une con el río Manuripi para formar el río Orthon, el cual integra la cuenca hidrográfica del Amazonas. Tiene un ancho promedio de 62 m y una profundidad promedio de 0,39 m.
Uno de sus afluentes es el río Nareuda. La región del río Tahuamanu y río Manuripi, en la cuenca alta del río Orthon, es un posible punto crítico de diversidad de peces de agua dulce.
El agua en esta región es generalmente blanca, ligeramente ácida a neutra y bien oxigenada. No obstante, en algunas zonas se encuentran aguas negras, con temperaturas que varían entre 19 y 31 grados Celsius.

## Curso
El río Tahuamanu nace en zonas colinosas cercanas al flanco oriental de la cordillera de los Andes, ubicada aproximadamente a 250 kilómetros en línea recta al oeste de la frontera entre Perú y Bolivia, una zona amenazada por la tala ilegal de madera. Desde su lugar de origen, el río fluye en dirección este a través del departamento de Madre de Dios, en la provincia de Tahuamanu, y recorre unos 450 km hasta alcanzar territorio boliviano. En Bolivia atraviesa el departamento de Pando, donde actúa como límite natural entre la provincia Nicolás Suárez al norte y la provincia de Manuripi al sur. Finalmente, en las cercanías de la localidad de Puerto Rico, se une con el río Manuripi, de caudal apenas menor, para formar el río Orthon, que desemboca tras otros 410 km en el río Beni.
Debido a su escasa pendiente, de apenas 300 metros a lo largo de 900 kilómetros, el río presenta un alto grado de meandros, lo que provoca frecuentes cambios en su curso y longitud. Esto ocurre especialmente cuando dos curvas del río se acercan, el agua abre un nuevo trayecto más corto y se forman brazos muertos que con el tiempo tienden a colmatarse. A lo largo de todo su recorrido, el río atraviesa selva tropical y su cuenca permanece casi deshabitada, ya que la región no cuenta con una infraestructura de transporte desarrollada. El único medio de acceso es la vía fluvial. Las conexiones por carretera existen únicamente a partir de la localidad de Porvenir, en dirección aguas abajo.